# Диав, Пап Джибриль
Эльхаджи́ Пап Джибри́ль Диа́в (фр. El Hadji Pape Djibril Diaw; род. 31 декабря 1994, Дакар) — сенегальский футболист, защитник клуба «Бордо».

## Клубная карьера

### Ранние годы
Родился в Дакаре. Футболом начал заниматься в футбольной школе своего отца (Абдулай Диав), где его первыми тренерами стали Амаду Саль Ндама и Папе Шейх Диалло. Затем выступал за популярную в народе детскую команду «Валидан» из квартала Деркль, откуда перебрался в клуб «Жанна д'Арк».

### Дебют в Сенегале
Во взрослом футболе дебютировал в ничейном (0:0) поединке 5-го тура чемпионата Сенегала. А первым голом за «Жанну д'Арк» отличился уже в поединке Второго дивизиона чемпионата Сенегала. В сезоне 2011/12 годов отличился 3-мя голами за взрослую и 2-мя голами за молодежную команду клуба.
В 2012 году президент «Егго» (клуб высшего дивизиона) Абдулайе Туре пригласил его для усиления обороны, где Пап в течение двух лет выступал на позиции левого защитника. Именно в этот период Алиу Сиссе впервые вызвал Диав в олимпийскую сборную Сенегала.
В сезоне 2014/15 годов выступал за команду высшего дивизиона чемпионата Сенегала «Порт Автоном», где провел хороший сезон.

### «Гил»
В 2014 году во время одного из поединков чемпионата Сенегала талантливого защитника заметили скауты «Гила» со второго дивизиона чемпионата Бельгии. Пап Джибриль Диав подписал 1-летний контракт с помощью бывшего игрока Ибрагимы Иоанне Тиама. За новую команду дебютировал 29 декабря 2015 в поединке 20-го тура Первого дивизиона против «Руселаре». В январе 2016 года сыграл еще в двух матчах - против «Антверпена» (1:2) и «Серкль Брюгге» (3:3). В общей сложности в трех матчах провел на поле 26 минут. Причиной редких выступлений первой команды стала игра за молодежную команду клуба.

### «Корона»
В конце января 2016 прибыл на просмотр в «Корону». В феврале 2016 подписал 1-летний контракт с кельцинским клубом. Дебютировал в Экстраклясе 4 марта 2016 в матче против бельского «Подбескидзе» (1:1). Сезон 2015/16 годов завершил с 12 сыгранными матчами. Первым голом в высшей лиге Польши отличился 12 августа 2016 в проигранном матче с гданьской «Лехией» (2:3). В декабре 2016 года продлил контракт с «Короной» до конца июня 2019 года. В сезоне 2016/17 годов провел 16 матчей в Экстраклясе. Регулярные выступления уберегли его от травм, в т.ч. аппендицита, в связи с чем в конце сентября 2016 перенес операцию. В сезоне 2017/18 годов сыграл в 20 матчах польского чемпионата, а 16 февраля 2018 года в матче против «Сандецья» отличился голом (3-3; в этом же матче также отличился автоголом). Кроме того, сыграл в четырех матчах Кубка Польши – в матче 1/8 финала выше указанного сезона с краковской «Вислой» (1:0) отметился единственным голом в дополнительное время, обеспечив «Короне» выход в следующий раунд. В осенней части сезона 2018/19 годов сыграл во всех 20 матчах, забил два мяча: 16 сентября 2018 поединка против «Погонь (Щецин)» (1:1) и 24 ноября 2018 в поединке против «Гурник (Забже)» (4:2).

### Выступления во Франции
В январе 2019 года перешел во французский «Анже», с которым подписал контракт на два с половиной года. Французы заплатили за молодого сенегальца 250 000 евро. Свой первый и единственный матч за «Анже» провел 10 марта 2019 года в поединке 28-го тура Лиги 1 против «Монпелье» (2:2). В начале следующего сезона отдан в аренду в «Кан», в футболке которого дебютировал 26 июля 2019 в поединке 1-го тура против «Сошо». В сезоне 2019/20 он пять раз сыграл в лиге, где получил красную карточку, и дважды сыграл в Кубке Франции, где отличился одним голом. В следующем сезоне не сыграл ни одного матча за профессиональную команду.

### «Жальгирис»
По прибытии в Литву 24 января 2021 г. было объявлено, что Пап стал игроком «Жальгириса». Получил футболку с 23-м игровым номером. Когда игрок получил предложение от «Жальгириса», он связался со своим другом Мамаду Мбоджем (бывший игрок «Жальгириса»), призвавший его долго не думать и принять предложение клуба. Пропустил начало сезона из-за травмы и дебютировал в команде в 30 апреля 2021 в поединке против алтиусской «Дайнавой». Сенегалец вышел в стартовом составе и отыграл весь матч. «Жальгирисцы» разгромили соперников со счетом 5:1. 14 мая 2021 года в матче против «Паневежиса» после подачи углового точно пробил головой и отметился единственным голом. «Жальгирисцы» победили паневежчцев со счетом 1:0.
В квалификации Лиги чемпионов сезона 2021/22 годов встречался с «Линфилдом». 6 июля 2021 года в Вильнюсе литовцы одержали победу со счетом 3:1. Ответный матч состоялся 13 июля 2021 года в Северной Ирландии. В нем «жальгирисцы» победили со счетом 2:1. Итоговый результат двух матчей – 5:2 в пользу «Жальгириса», литовский клуб вышел во второй раунд. В другом матче Линфилд провел опасную атаку на 63-й минуте, а после штрафного удара хозяева чуть не забили гол, но Эльхадж выбил мяч рукой с линии ворот. За такой поступок его наказали красной карточкой, а судья назначил 11-метровый пенальти в ворота «Жальгириса».
В первом матче второго этапа против будапештского «Ференцвароша» не смог помочь «жальгирисцам» из-за красной карты. Матч плей-офф состоялся в 27 июля 2021 года в Вильнюсе. Венгры в очередной раз разгромили «Жальгирис». На этот раз результат – 3:1 в пользу венгров. На 92-й минуте Пап Диав головой отправил мяч в ворота и сократил счет до 1:2, но вскоре венгры забили еще один мяч и установил итоговый результат 1:3.
23 октября 2021 года отличился голом в финале Кубка Литвы. «Жальгирис» победил соперников со счетом 5:1 и стал обладателем кубка.
27 октября 2021 года в матче против «Судувы» отметился голом и внес значительный вклад в победу (3:2) столичного клуба.

### «Рух (Львов)»
В конце января 2022 подписал контракт с львовским «Рухом», где получил футболку с 6-м игровым номером. По данным СМИ трансфир сенегальца обошелся во львовскому клубу в 100 000 евро.

## Карьера в сборной

### Олимпийская сборная
Пап Джибриль Диав был частью олимпийской сборной Сенегала, вырвавшей золотую медаль в 2015 году на Африканских играх в Браззавиле, Конго. Будучи аутсайдером в группе из 3-х человек, где Гана и Нигерия были фаворитами, Сенегал финишировал 2-м после двух ничьих, опередив Гану (0:0) и Нигерию (1:1). В полуфинале Сенегал победил Конго (3:1), а затем выиграл финал у Буркина-Фасо (3:1).
Во время отборочных матчей в Африканские игры Сенегал выбил Мали (2:2 в первом матче, где Пап Джибриль Диав сравнял счет 1:1 в Бамако, и 1:1 в ответном матче в Мбури, на Стад Каролин Файе).
В ноябре 2015 года во время Кубка африканских наций U-23 в Дакаре Пап Джибриль Диав с Сенегалом финишировал 4-м и, таким образом, упустил возможность квалифицироваться на Олимпийские игры в Рио-2016. Тем не менее, Сенегал сделал показал абсолютный результат на групповом этапе, одержав 3 победы над Южной Африкой (3:1), Тунисом (2:0) и Замбией (1:0).

### Национальная сборная
8 октября 2018 года Пап Джибриль Диав получил вызов в национальную сборную Сенегала. Столкнувшись с выбытием Людовик Сане и Калиду Кулибали, тренер Алиу Сиссе вызвал защитника на два матча против Судана, в рамках 3-го и 4-го тура квалификации КАН 2019 года. Однако на групповом этапе так и не сыграл ни одного матча. За первую команду дебютировал 26 марта 2019 в победном (2:1) товарищеском матче против Мали, однако в настоящее время этот матч так и остался единственным в карьере Папа.